# جيف كلايتون
جيف كلايتون (3 فبراير 1938 في المملكة المتحدة - 19 سبتمبر 2018) (بالإنجليزية: Geoff Clayton)‏ هو لاعب كريكت بريطاني. لعب مع نادي مقاطعة لانكشر للكريكت ‏ ونادي مقاطعة سومرست للكريكت ‏.